# Sredny-Stog-Kultur
| Prähistorische Kulturen Russlands |                         |
| Mittelsteinzeit                   |                         |
| Kunda-Kultur                      | 7400–6000 v. Chr.       |
| Jungsteinzeit                     |                         |
| Bug-Dnister-Kultur                | 6500–5000 v. Chr.       |
| Dnjepr-Donez-Kultur               | 5500–4000 v. Chr.       |
| Sredny-Stog-Kultur                | 4500–3500 v. Chr.       |
| Jekaterininka-Kultur              | 4300–3700 v. Chr.       |
| Kammkeramische Kultur             | 4200–2000 v. Chr.       |
| Fatjanowo-Kultur                  | um 2500 v. Chr.         |
| Kupfersteinzeit                   |                         |
| Nordkaspische Kultur              |                         |
| Kurgankultur                      | 5000–3000 v. Chr.       |
| Samara-Kultur                     | um 5000 v. Chr.         |
| Chwalynsk-Kultur                  | 5000–4500 v. Chr.       |
| Botai-Kultur                      | 3700–3100 v. Chr.       |
| Jamnaja-Kultur                    | 3600–2300 v. Chr.       |
| Afanassjewo-Kultur                | 3500–2500 v. Chr.       |
| Ussatowe-Kultur                   | 3300–3200 v. Chr.       |
| Glaskowo-Kultur                   | 3200–2400 v. Chr.       |
| Bronzezeit                        |                         |
| Poltavka-Kultur                   | 2700–2100 v. Chr.       |
| Potapovka-Kultur                  | 2500–2000 v. Chr.       |
| Katakombengrab-Kultur             | 2500–2000 v. Chr.       |
| Abaschewo-Kultur                  | 2500–1800 v. Chr.       |
| Sintaschta-Kultur                 | 2100–1800 v. Chr.       |
| Okunew-Kultur                     | um 2000 v. Chr.         |
| Samus-Kultur                      | um 2000 v. Chr.         |
| Andronowo-Kultur                  | 2000–1200 v. Chr.       |
| Susgun-Kultur                     | um 1700 v. Chr.         |
| Srubna-Kultur                     | 1600–1200 v. Chr.       |
| Kolchis-Kultur                    | 1700–600 v. Chr.        |
| Begasy-Dandybai-Kultur            | um 1300 v. Chr.         |
| Karassuk-Kultur                   | um 1200 v. Chr.         |
| Ust-Mil-Kultur                    | um 1200–500 v. Chr.     |
| Koban-Kultur                      | 1200–400 v. Chr.        |
| Irmen-Kultur                      | 1200–400 v. Chr.        |
| Spätirmen-Kultur                  | um 1000 v. Chr.         |
| Plattengrabkultur                 | um 1300–300 v. Chr.     |
| Aldy-Bel-Kultur                   | 900–700 v. Chr.         |
| Eisenzeit                         |                         |
| Baitowo-Kultur                    |                         |
| Tagar-Kultur                      | 900–300 v. Chr.         |
| Nosilowo-Gruppe                   | 900–600 v. Chr.         |
| Ananino-Kultur                    | 800–300 v. Chr.         |
| Tasmola-Kultur                    | 700–300 v. Chr.         |
| Gorochowo-Kultur                  | 600–200 v. Chr.         |
| Sagly-Baschi-Kultur               | 500–300 v. Chr.         |
| Jessik-Beschsatyr-Kultur          | 500–300 v. Chr.         |
| Pasyryk-Stufe                     | 500–300 v. Chr.         |
| Sargat-Kultur                     | 500 v. Chr.–400 n. Chr. |
| Kulaika-Kultur                    | 400 v. Chr.–400 n. Chr. |
| Tes-Stufe                         | 300 v. Chr.–100 n. Chr. |
| Schurmak-Kultur                   | 200 v. Chr.–200 n. Chr. |
| Taschtyk-Kultur                   | 100–600 n. Chr.         |
| Tschernjachow-Kultur              | 200–500 n. Chr.         |

Die Sredni-Stog-Kultur (nach russisch Среднесто́говская культу́ра, heute zunehmend Serednij Stih aus ukr. Середній Стіг; englisch Sredny Stog culture) war eine neolithische/chalkolithische archäologische Kultur nördlich des Asowschen Meeres vom Dnepr im Westen bis zum Don (heute Russland und Ukraine) im Osten. Die Datierungen weichen je nach Quelle stark voneinander ab und reichen von etwa 5250 v. Chr. (unter Einbeziehung der Skelya-Kultur) über 4500/4400 v. Chr. (Anthony 2007) bis 3500/3300 v. Chr.
Namengebender Fundort ist die Siedlung Sredni Stog II im Südteil einer nun überfluteten Insel, dem sogenannten Sredni-Stog-Trakt, in den ehemaligen Stromschnellen des Dnepr/Dnipro (Anthony (2007:239)).
Eine der bekanntesten mit dieser Kultur verbundenen Siedlungen ist Derijiwka am Dnepr (Ukraine). Auf die Sredni-Stog-Kultur folgte die Jamnaja-Kultur.
Die Verstorbenen liegen auf dem Rücken mit angezogenen Beinen und sind manchmal mit Ocker bestreut. Kurgane, schnurverzierte Tonware und Steinaxtformen, die möglicherweise mit den Indogermanen nach Westen gelangen, treten in der Endphase auf.
Einige Forscher sehen in den Menschen der Siedlung Sredniy Stog II (4200–3700 v. Chr.) die ältesten Pferdezüchter der Welt. Die Pferde dienten jedoch vor allem als Fleischlieferanten. Die britische Archäologin Marsha Ann Levine fand keine eindeutigen Belege dafür, dass man Pferde vor dem Ende des 3. Jahrtausends als Zug- oder Reittiere nutzte. Für letzteres waren die kleinwüchsigen Tiere (Stockmaß 1,2–1,4 m; heute 1,6–1,75 m) ungeeignet und Zugtiere (Rinder) existierten bereits in der Region. Sie drängten mit fortschreitender Dürre die Haltung von Rindern zurück. Belege für den Verzehr von Pferdefleisch gibt es aus Derijiwka am Dnepr, wo um 4000 v. Chr. etwa 60 % aller Knochen von Pferden stammen. In Repin am Don waren es etwa 80 % und in Petropawlowsk im Norden von Kasachstan sogar etwa 90 %. Levine hält die in Derijiwka untersuchten Pferdeknochen für diejenigen der Wildform.